# Peucedanum biradiatum
Peucedanum biradiatum är en flockblommig växtart som först beskrevs av Heinrich Carl Haussknecht och Carl Fredrik Nyman, och fick sitt nu gällande namn av Minosuke Hiroe. Peucedanum biradiatum ingår i släktet siljor, och familjen flockblommiga växter. Inga underarter finns listade i Catalogue of Life.